# François-Séraphin Régnier-Desmarais
François-Séraphin Régnier-Desmarais (Parigi, 13 agosto 1632 – Parigi, 6 settembre 1713) è stato un abate, diplomatico, grammatico e poeta francese, membro dell'Académie française.

## Biografia
Nel 1662 accompagna Carlo III di Créquy, ambasciatore del re Luigi XIV, a Roma, dove è incaricato di seguire le relazioni tra le due corti a proposito della questione corsa. Su questo soggetto scriverà più tardi, nel 1707, una Histoire des démêlés de la cour de France avec la cour de Rome, au sujet de l'affaire des Corses.
Grazie alla sua conoscenza approfondita delle lingue straniere, nel 1670 viene eletto membro dell'Académie française in sostituzione di Racan, senza tuttavia aver ancora all'attivo alcuna pubblicazione. Nel 1683 succede a Mézeray come terzo segretario perpetuo dell'Accademia e viene incaricato di curarne gli interessi nell'affare Furetière. Partecipa alla redazione di un'edizione del Dictionnaire de l'Académie française, e nel 1705 fa pubblicare un Trattato della grammatica francese in cui tenta di realizzare una sintesi delle conoscenze grammaticali del XVII secolo, ma senza proporre un vero rinnovamento rispetto alle grammatiche che lo avevano preceduto. Il suo amore per la disputa lo porterà ad essere soprannominato l'abate Ostinato.
Régnier-Desmarais lascia, tra le altre cose, delle poesie in francese, in spagnolo, in italiano e in latino. Restano anche varie traduzioni in francese di opere di Anacreonte, Omero e Cicerone, oltre alla traduzione francese della Pratica della perfetta cristianità di Sant'Alfonso Rodríguez e i suoi discorsi all'Accademia (tranne quello di insediamento, non registrato).
Voltaire disse di lui: «Ha reso un grande servizio alla lingua, ed è l'autore di qualche poesia francese ed italiana. È riuscito a far passare uno dei suoi brani italiani per uno di Petrarca, ma non avrebbe saputo far passare i suoi versi francesi sotto il nome d'un gran poeta.»

## Opere
- Traité de la grammaire françoise. Par M. l'abbé Regnier Desmarais (1706)
- Histoire des démêlés de la cour de France avec la cour de Rome, au sujet de l'affaire des Corses (1707)
- Poësies françoises de M. l'abbé Regnier Desmarais (1707)
- Poesie toscane del signor abate Regnier Desmarais. Poesias castelanas del mismo. Carmina latina ejusdem  (1708)
- Les deux livres de la divination de Ciceron Traduits par M. l'abbé Reigner (1710)
- Anacreonte, Anacreonte tradotto in versi italiani da varj. Con la giunta del testo greco, e della versione latina di Giosuè Barnes, traduzione di Bartolomeo Corsini, François-Séraphin Régnier-Desmarais, Alessandro Marchetti, Anton Maria Salvini et al., Venezia, Appresso Francesco Piacentini, 1736. URL consultato il 19 agosto 2019.